# فيصل عنتر
فيصل عنتر (من مواليد 20 ديسمبر 1978) هو لاعب كرة قدم لبناني متقاعد، وقد لعب كمدافع طوال حياته المهنية لكل من نادي التضامن صور ونادي طرابلس ونادي النجمة ونادي المبرة في الدوري اللبناني الممتاز.
وقد مثَّل عنتر المنتخب اللبناني في كأس آسيا 2000 لكرة القدم، حيث كان ممثلًا للمنتخب الوطني من 1998 إلى 2007، وفيصل هو شقيق لاعب كرة القدم رضا عنتر، وفي يونيو 2010 أعلن عنتر اعتزاله وأصبح مشهورًا في الاتحاد اللبناني لكرة القدم.
وفي عام 2011 عاد عنتر لفترة وجيزة إلى نادي التضامن صور لموسم الدوري اللبناني الممتاز 2011-2012 حيث لعب مرتين.

## حياته المهنية
هو مدافع بدأ حياته المهنية في فريق التضامن، حيث لعب لمدة 5 سنوات قبل الانتقال إلى نادي طرابلس وأمضى عامين في النادي قبل أن ينتقل إلى نادي النجمة في عام 2005 بعد محاكمة في نادي رينجرز، وبعد بضع سنوات انتقل إلى المبرة، وقد سجَّل 6 أهداف في الدوري اللبناني الممتاز هذا الموسم حتى الآن، وفي يونيو 2010 أعلن فيصل اعتزاله كرة القدم.
في عام 2011 عاد عنتر لفترة وجيزة إلى تضامن صور لموسم الدوري اللبناني الممتاز 2011-2012 حيث لعب مرتين.

### حياته المهنية الدولية
كان عنتر قد شارك في أول مباراة دولية له في عام 1998، لكنه يميَّز في بطولة لبنان تحت 21 عام وذلك في 1999 في مباراة ضد جمهورية التشيك.

### الأهداف الدولية
قائمة النقاط والنتائج (أهداف لبنان هي الأولى).
| #  | تاريخ         | مكان                                   | الخصم    | أحرز هدفا | نتيجة | منافسة                            |
| -- | ------------- | -------------------------------------- | -------- | --------- | ----- | --------------------------------- |
| 1. | 25 أبريل 2001 | استاد بلدية طرابلس، طرابلس             | الفلبين  | 2 -0      | 3-0   | مباراة ودية                       |
| 2. | 26 مايو 2001  | الملعب الوطني (تايلند)، بانكوك         | باكستان  | 1 -0      | 8-1   | تصفيات كأس العالم 2002            |
| 3. | 28 مايو 2001  | الملعب الوطني تايلند، بانكوك           | سريلانكا | 2 -0      | 5-0   | تصفيات كأس العالم 2002            |
| 4. | 8 سبتمبر 2004 | ملعب كرة القدم الوطني (المالديف)، مالي | المالديف | 2 -0      | 5-2   | تصفيات كأس العالم لكرة القدم 2006 |

## روابط خارجية
- فيصل عنتر على موقع قاعدة بيانات كرة القدم.إي يو (الإنجليزية)
- فيصل عنتر على موقع ناشيونال فوتبول تيمز (الإنجليزية)
- فيصل عنتر على موقع Soccerway.com (الإنجليزية)

- فيصل عنتر على فرق كرة القدم الوطنية.كوم
- الأهداف التي سجلها فيصل عنتر